# Burg Middoge
Die Burg Middoge ist ein abgegangener ostfriesischer Häuptlingssitz im Ortsteil Middoge der Gemeinde Wangerland im niedersächsischen Landkreis Friesland.

## Geschichte
Die Ursprünge der Burg sind mangels archäologischer Untersuchungen noch ungeklärt. Almuth Salomon hält eine ursprüngliche Rolle als Burg der Wangerländer Landesgemeinde aufgrund ihrer Lage für möglich.
Middoge erscheint erst im Jahr 1455 in der historischen Überlieferung, als Häuptling Sibo Herringa zu Attemannsburg und Sielland sein Testament machte. Darin wird Houke, die mit Häuptling Ummo von Middoge verheiratete Enkelin seines Bruders erwähnt. Middoge war damals scheinbar so unbedeutend, dass Ummo als Häuptling aus dem Bezirk Esens bezeichnet wird. 1511 wird in einer Denkschrift Ommo von Middoge unter den durch den Grafen Johann V.  von Oldenburg eingesetzten Regenten über das Jeverland genannt. Dabei wird über ihn ausgesagt, dass er von geringem Stande gewesen, jetzt aber zu Reichtum gekommen sei. Nach verschiedenen Besitzern kam die Burg 1745 unter landesherrliche Verwaltung und 1770 ganz in landesherrlichen Besitz. Aber schon 1769 waren sämtliche Gebäude der Hauptburg wegen Baufälligkeit abgebrochen worden.

## Beschreibung
Das Aussehen der Burg in Middoge ist durch eine Karte bekannt, die 1771 von dem Gut angefertigt wurde. Darauf ist eine dreiteilige Anlage eingezeichnet, die aus zwei Warften besteht, die durch eine längliche und niedrigere Warft, der Vorburg, verbunden sind. Die Gesamtgröße der Anlage beträgt ca. 1,5 ha. Die südöstliche Erhebung weist einen Durchmesser von 50 m bei einer Höhe von 1 m auf und wird auf der Karte als „Lundenberg“ bezeichnet. Sie liegt in einer Schleife eines natürlichen Wasserlaufs, die zu einem umlaufenden Wassergraben ergänzt wurde. Wahrscheinlich befand sich hier der ursprüngliche Burgplatz, zum damaligen Zeitpunkt war er unbewohnt. Die spätmittelalterliche Burg der Häuptlinge von Middoge stand hingegen auf der nordwestlichen Warft von 270 × 80 m Größe, die von zwei Gräben und einem Wall umgeben war und 1631 „die hohe Burg“ genannt wurde. Laut einer Schätzung des Gutes im selben Jahr standen dort ein altes, verfallenes Steinhaus, ein altes, verfallenes Viehhaus, ein Dwarthaus, ein Küchenhaus und das „Westere Haus“, das wohl das damalige Wohngebäude war. Bei Erdarbeiten wurden 1954 nördlich und östlich des heutigen Hofs „Fundamente aus großen Ziegeln im Boden“ sowie ein Skelett gefunden.
An der Stelle der Vorburg befindet sich heute ein Bauernhof, die Warften sind noch im Gelände sichtbar. Die Gräben sind zugeschüttet, der Nordwestteil der Hauptburg ist durch eine Straße gestört.